# Aenictus doryloides
Aenictus doryloides är en myrart som beskrevs av Wilson 1964. Aenictus doryloides ingår i släktet Aenictus och familjen myror. Inga underarter finns listade i Catalogue of Life.